# Hypenula biferalis
Hypenula biferalis là một loài bướm đêm trong họ Noctuidae.